# Naranja Valencia
La naranja Valencia es una variedad dulce de la naranja. Su nombre está inspirado en la reputada naranja de Valencia, España, pero no tienen relación más allá de su sabor dulce. La naranja Valencia nació en Estados Unidos; fue hibridada por primera vez por el pionero agrónomo estadounidense y desarrollador de tierras William Wolfskill a mediados del siglo XIX en su granja en Santa Ana, en el sur de California.

## Historia

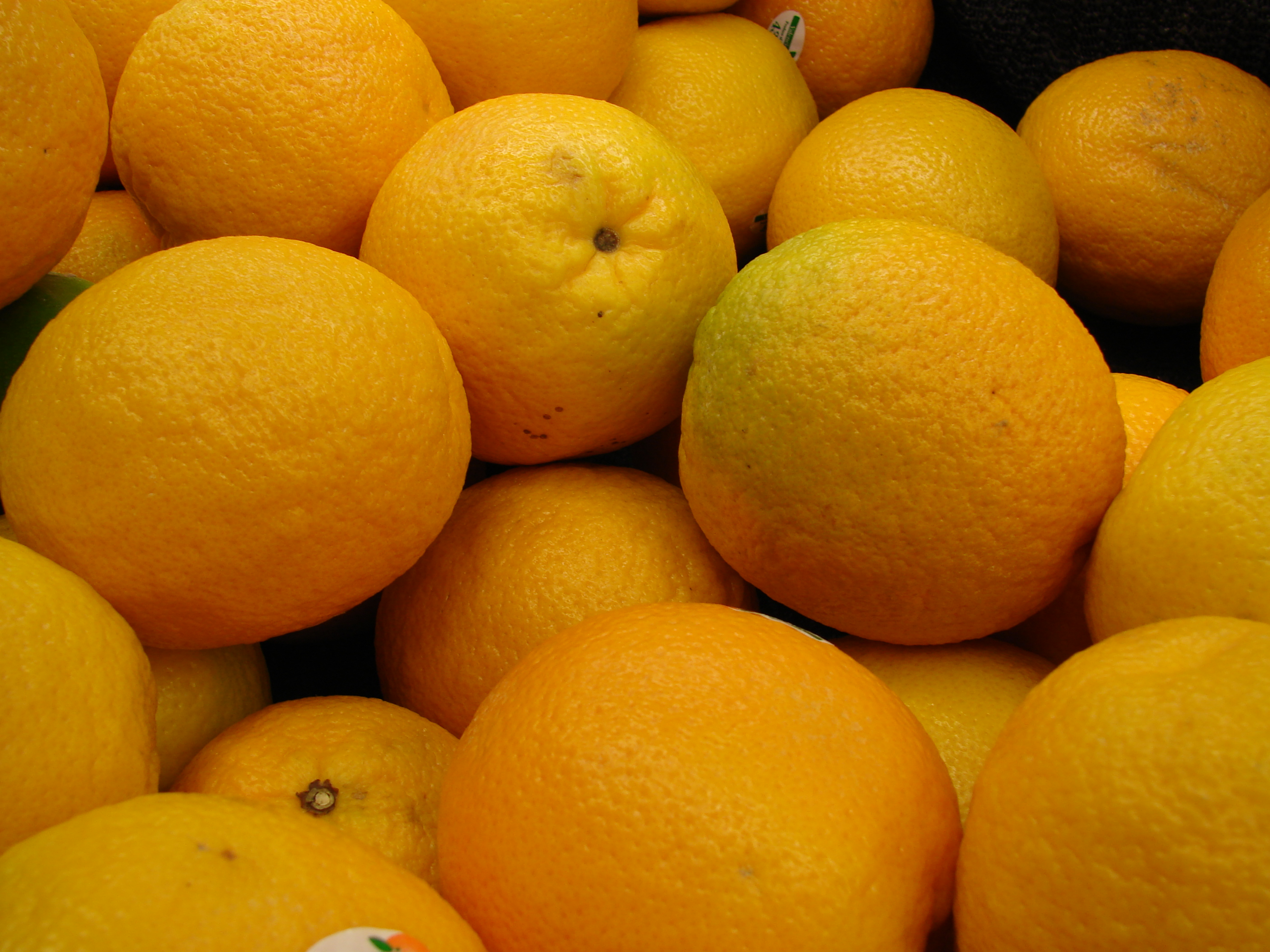
Valencia naranjas para venta.

William Wolfskill (1798-1866) fue un estadounidense nacido en Kentucky y criado en Misuri. Se convirtió en ciudadano mexicano en la década de 1820, cuando tenía 20 años, mientras trabajaba en Santa Fe, Nuevo México como cazador de pieles, y luego emigró a California, que todavía era mexicana en ese momento. Se le otorgó una concesión de tierras como ciudadano mexicano naturalizado bajo las reglas del gobierno mexicano. Cultivó numerosos viñedos y variedades de uva, y fue el mayor productor de vino de la región. Continuó comprando tierras, y más tarde tuvo ranchos de ovejas, además de desarrollar extensos huertos de cítricos. Hibridó la naranja variedad Valencia, una naranja dulce, nombrándola por Valencia, España, que tenía fama por sus naranjos dulces. Estos habían sido importados originalmente de la India.
Antes de su muerte en 1866, Wolfskill vendió su híbrido patentado Valencia a los propietarios de Irvine Ranch, quienes plantaron casi la mitad de sus tierras para su cultivo. El éxito de esta cosecha en el sur de California llevó a la denominación del barrio de Valencia en el condado de Los Ángeles. Se convirtió en el jugo de naranja más popular en los Estados Unidos.
A mediados del siglo XX, la botánica floridana Lena B. Smithers Hughes introdujo importantes mejoras en la naranja Valencia, desarrollando cepas libres de virus para la producción de cogollos. Estos fueron tan exitosos que, en 1983, la línea de yemas Hughes Valencia constituía alrededor del 60% de todas las naranjas Valencia propagadas para el cultivo en Florida.
En 1988, Merleen Smith, una mujer del condado de Ventura, California, contactó a su asesor agrícola local bajo la sospecha de que su vecina estaba envenenando su árbol. Los investigadores descubrieron que era un desporte pigmentado de un naranjo convencional de Valencia. El cultivar de naranja 'Smith Red Valencia' (con interiores rojos)  lleva hoy su nombre.

## Descripción
Cultivadas principalmente para el procesamiento y la producción de jugo de naranja, las naranjas Valencia tienen semillas, que varían en número de cero a nueve por fruto. Su excelente sabor y color interno lo hacen deseable también para los mercados de frutas frescas. La fruta tiene un diámetro promedio 7-7.6 cm, y una pieza de esta fruta que pesa 96 g, tiene 45 calorías y 9 g de azúcar.  Tras la floración, generalmente lleva dos cultivos en el árbol, el viejo y el nuevo. La temporada de cosecha comercial en Florida se extiende de marzo a junio. En todo el mundo, las naranjas Valencia son apreciadas como la única variedad de naranja en temporada durante el verano. Además, las naranjas de Valencia aportan beneficios debido a la vitamina C y los flavonoides contenidos.
En 2012, se encontró el genoma de la naranja, con 29,445 genes codificadores de proteínas. También descubrió que la naranja dulce se originó a partir de un híbrido de retrocruzamiento entre Citrus maxima y Citrus reticulata.